# Луцій Валерій Флакк (консул 131 року до н. е.)
Луцій Валерій Флакк (лат. Lucius Valerius Flaccus; д/н — після 131 до н. е.) — політичний, державний та військовий діяч часів Римської республіки, консул 131 року до н. е.

## Життєпис
Походив з патриціанського роду Валеріїв. Син Луція Валерія Флакка, консула 152 року до н. е. Про молоді роки та кар'єру відомо замало. У 152 році до н. е. втратив батька.
Його обрано фламіном Марса, втім коли саме це відбулося невідомо. Висувається версія, що був претором у 139 році до н. е., головував на засіданні сенату, де обговорювалося встановлення дружніх стосунків з Симоном Хасмонеєм, етнархом Юдеї. Проте це все ще є об'єктом дискуссії. У 133 році до н. е. виступав проти закону Тиберія Гракха, але не відомо, чи брав участь у його вбивстві.
У 131 році до н. е. обраний консулом разом з Публієм Ліцинієм Крассом Муціаном. Під час їх каденції в колишньому Пергамському царстві спалахнуло повстання на чолі з Аристоніком. Оскільки Флакк був фламіном, він не мав права залишати межі Італії, тому Муціан домагався самостійно очолити військо в Пергамі. У свою чергу Луцій Валерій зауважував, що Публій Ліциній є великим понтифіком й тому теж не має права залишати Рим та Італію. У результаті сталася затята суперечка, яку не зміг врегулювати сенат. Рішення було винесення на трибутні коміції, де переміг Муціан. Тому Луцій Валерій Флакк вимушений був поступився колезі у праві придушити повстання пергамців.
Про подальшу долю відсутні відомості.

## Родина
- Луцій Валерій Флакк, консул 100 року до н. е.